# Vichacla
Vichacla es una localidad de Bolivia, ubicada en las tierras altas del sur del país. Administrativamente está ubicada en el municipio de Santiago de Cotagaita de la provincia de Nor Chichas en el departamento de Potosí.
El pueblo está a una altitud de 2729 m s. n. m. a la izquierda, en la margen norte del río Tocla, que desagua por el río Tumusla y el río Camblaya al río Pilcomayo.
Casi todas son construcciones de adobe y piedra, las cubiertas en su mayoría son de barro cubierto con paja y otras mantienen la cubierta de teja. En su plaza principal se encuentra un templo colonial, un inmueble que data del siglo XVIII. Cerca de Vichacla, en Chequelte, se encuentra la tumba de Carlos Medinaceli, que luchó para el ejército patriota en el Combate de Tumusla en 1825.

## Historia
La parroquia de Vichacla fue elevada a rango cantón mediante ley del 2 de noviembre de 1846, durante el gobierno de José Ballivián.

## Geografía
Vichacla se encuentra entre la Cordillera de Chichas y las cadenas montañosas de la Cordillera Central, que se elevan desde la meseta árida del Altiplano boliviano. Al lado del pueblo se encuentra el Hatun Orcko (que significa Cerro Grande), que es alto y puntiagudo, y es considerado el guardián de Vichacla. Debido a la ubicación interior, el clima es fresco y seco y se caracteriza por un clima diurno típico en el que las fluctuaciones de temperatura entre el día y la noche suelen ser significativamente mayores que las fluctuaciones estacionales.
La temperatura media anual es de 13 °C y fluctúa sólo ligeramente entre 10 °C en junio/julio y unos buenos 15 °C de noviembre a marzo. La precipitación anual es de sólo unos 400 mm, con una estación seca pronunciada de abril a octubre con una precipitación mensual inferior a 20 mm y un período de humedad de diciembre a febrero con alrededor de 80 mm de precipitación mensual.

## Economía
Vichacla y sus alrededores es un área agropecuaria. Su gente se dedica a la crianza de ganado caprino y al cultivo de frutas, cereales y leguminosas. De estos últimos destacan el maíz y el palqui.

## Transporte
Vichacla se encuentra a 203 km por carretera al sur de Potosí, la capital departamental, y a 25 km de Santiago de Cotaigata, la capital municipal.
Desde Potosí, la ruta nacional pavimentada Ruta 1 va desde el lago Titicaca en el norte hasta la frontera con Argentina en el sur, pasando por las ciudades de El Alto, Oruro y Potosí. Desde Potosí recorre 37 kilómetros al sur hasta Cuchu Ingenio, donde la Ruta 14 se bifurca hacia el sur y por Vitichi llega a Tumusla después de 135 kilómetros y luego de otros 22 kilómetros al pueblo de Escara y continúa por Cotagaita a Villazón.
En Escara, un kilómetro antes del puente sobre el río Tocla, un camino lateral de tierra se bifurca en dirección noreste de la Ruta 14, baja por la margen izquierda norte del río Tocla y luego de diez kilómetros llega al pueblo de Vichacla.

## Demografía
La población de la localidad aumentó ligeramente en la década comprendida entre los dos últimos censos:
| Año  | Habitantes | Fuente |
| ---- | ---------- | ------ |
| 1992 | -          | Censo  |
| 2001 | 184        | Censo  |
| 2012 | 198        | Censo  |

La región tiene una alta proporción de población quechua, ya que en el municipio de Santiago de Cotagaita el 96 % de la población habla quechua.

## Gastronomía
Los platos típicos de Vichacla son el ají de cabrito y el de palqui pero, por el maíz, también tienen tradición de laguas, incluida la famosa k´alapurka.